# Грб Доњег Жабара
Грб Доњег Жабара је званични симбол српске општине Доњи Жабар, усвојен 20. јула 2005. године.
Овај симбол општине има основу средњовјековних грбова, али као грб у много чему одудара од основних правила хералдике и више подсјећа на амблеме из комунистичког времена.

## Опис грба
Симбол општине је грб који изражава историјско, културно и природно насљеђе и идентитет јединице локалне самоуправе. Основицу грба општине чини штит плаве боје који означава припадност државној заједници, непрегледно плаво небо над посавском равницом и слободу и равноправност свих грађана општине. Преко штита је, на копљу, постављена развијена застава Републике Српске, као ознака недјељиве припадности општине ентитету Република Српска. У лијевом горњем углу штита, из заставе извиру три једнака жута класја пшенице, која означавају претежну дјелатност, извор хране и живота, као и традицију грађана општине. У средишту грба, на централном дијелу заставе налази се прстен, жуте боје, у облику круга, а у средини круга крст који је својим крацима повезан са кругом и чини његов саставни дио. Крст симболише духовно јединство грађана општине, као и значај подручја општине као важног саобраћајног чворишта, којим се врши слободан проток људи, робе и капитала. На бочним крацима крста, на лијевој и десној страни, постављена су два стилизована оцила, жуте боје, окренута међусобно леђима, као знак слоге, солидарности и заједништва свих грађана општине. У доњем дијелу прстена, у његовој кружници, исписан је црном бојом, ћирилицом, назив општине: „Доњи Жабар“. У доњем дијелу штита, налазе се гусле, као симбол традиције, историјског фолклора и културног идентитета грађана општине. На врху гусала, који се завршава на рубу заставе, на њеном бијелом пољу, налази се грб Немањића, као симбол историјске свијести грађана општине. Гусле су жуте боје, са браон сјенком на њиховом лијевом дијелу. У горњем десном дијелу штита налази се отворена књига, бијеле боје, као симбол општег развоја и достигнућа савремене цивилизације.